# Elternpartei
Die Elternpartei  (Kurzbezeichnung: Eltern) war eine von 2005 bis 2010 existierende deutsche Kleinpartei. Sie führte die Zusatzbezeichnung für eine familienfreundliche Politik. Die Elternpartei hatte Landesverbände in Brandenburg, Berlin und Sachsen-Anhalt.

## Inhaltliches Profil
- Soziales: Die Elternpartei setzte sich für eine Gesellschaft ein, in der Kinder den höchsten Stellenwert besitzen. Ein wichtiges Anliegen ist die Schaffung eines sozialversicherungspflichtigen und einkommensunabhängigen Erziehungsgehaltes, um einem sozialen Abstieg von Eltern durch die Geburt eines Kindes entgegenzuwirken.
- Steuern: Nach Auffassung der Elternpartei sind starke Schultern stärker zu belasten als schwache. Daher sollen Bestverdiener höher besteuert werden.
- Arbeitsmarkt: Die Elternpartei wollte die wöchentliche Arbeitszeit auf 35 Stunden begrenzen und sprach sich für einen generellen Renteneintritt ab 60 aus, um zusätzliche Arbeitsplätze zu schaffen.
- Bildung: Bildung beginnt nach Ansicht der Elternpartei bereits im Kindergarten. Dort sollte die pädagogische Qualität entscheidend erhöht werden. Die Partei setzte sich zudem für eine generelle Kostenfreiheit von Kinderbetreuung und Schulbesuch ein.

## Geschichte
Die Elternpartei wurde im Januar 2005 in Dahlewitz als Abspaltung der Familien-Partei Deutschlands gegründet, gleichzeitig entstand der Landesverband Brandenburg. Zur ersten Parteivorsitzenden wurde Wiebke Golke gewählt. Im Mai 2005 wurde der Landesverband Sachsen-Anhalt, im Januar 2006 der Landesverband Berlin gegründet.
Im Januar 2006 wurde nach einer Pressekonferenz des Berliner Landeselternausschusses die Gründung einer eigenen Partei bekannt gegeben, die sich ursprünglich als „Berliner Elternpartei – die Bildungspartei“ bezeichnete, sich dann aber in Bildungspartei umbenannte, um Verwechslungen mit der Elternpartei auszuschließen. Bei der Wahl zum Berliner Abgeordnetenhaus 2006 erreichte die Elternpartei 0,7 % der Zweitstimmen, in der in demselben Jahr abgehaltenen Landtagswahl in Sachsen-Anhalt waren es 1,6 %. Damit hatte die Partei ein Recht auf Wahlkampfkostenerstattung. 

### Betrugsprozess
Im November 2009 wurden mehreren Parteifunktionären Verstöße gegen das Parteiengesetz vorgeworfen. Am 23. Februar 2016 wurden mehrere Angeklagte zu Bewährungs- oder Geldstrafen wegen Betruges und Verstößen gegen das Parteiengesetz verurteilt. Sie hatten mit einem komplizierten Kreislaufsystem fingierte Spenden zwischen Mitgliederkonten und dem Parteikonto hin und her geschoben, um so einen höheren Anteil aus der staatlichen Parteienfinanzierung für die Partei zu erhalten. Die in der Folge aufgrund des unrichtigen Rechenschaftsberichtes für 2007 ausgezahlten Beträge hatte der Hauptangeklagte bereits 2009 wieder an die Staatskasse zurückgezahlt. Im Verlauf der Ermittlungen wurde bekannt, dass es sich bei dem zuletzt als Bundesvorsitzenden gemeldeten Werner Jock um eine erfundene Person handelte.
Die politische Tätigkeit wurde danach eingestellt, daher wird seit November 2010 die Elternpartei nicht mehr vom Bundeswahlleiter im Anschriftenverzeichnis geführt.